# 2022年バッファロー銃乱射事件
2022年バッファロー銃乱射事件（2022ねんバッファローじゅうらんしゃじけん）は2022年5月14日、アメリカ合衆国ニューヨーク州バッファローのスーパーマーケットで起きた銃乱射事件。10人が死亡、3人が負傷した。
容疑者は白人の18歳の男性で、犠牲者の多くは黒人であった（銃撃を受けた13人のうち、11人が黒人で、2人が白人だった）ことからヘイトクライムが背景にあるとみられた。
容疑者は銃撃の様子を、ライブストリーミングで動画配信した。警備員が数発撃ち返したが、防弾ベストを着ていたため止まらなかった。容疑者は警備員を殺害し、他の人に発砲しながら店内を歩き回った。動画配信には米Amazon傘下のTwitchが使われたが、Twitchは配信を2分以内に遮断した。しかし、4chanで動画のコピーが広く拡散され、4chanでは犯人を称賛するコメントが集中した。
容疑者は銃乱射後に逮捕された。殺人容疑については否認している。
容疑者はニュージーランドで起きたクライストチャーチモスク銃乱射事件を見て白人至上主義の影響を受けたとしている。

## 匿名掲示板「4chan」の影響
容疑者は「4chanで真実を学んだ」と述べており、容疑者の声明によると「私は差別主義者として生まれたわけでも、成長してそうなったわけでもない。ただ、真実を学んだ後で、レイシストになった」という。
容疑者いわく、4chanを使い始めたのは2020年5月、コロナ禍による「極度の退屈」からで、武器板「/k/」を経て、最終的に4chanで最も物議を醸す非ポリコレ板「/pol/」にたどりついたという。容疑者はここで、白人中心の地域が非白人に乗っ取られるという「グレート・リプレイスメント」（大置換）なる極右の陰謀論に触れたことから「ようやく目が覚めた。攻撃することを考え始めた」と述べている。NPO団体「メディア・マターズ・フォー・アメリカ」の調査によると、2018年7月以降、/pol/では9万回以上にわたって同様の陰謀論が言及されていた。これら経緯から大手マスコミは4chanを「憎悪に満ちた掲示板」（CNN）、「インターネット上で最も卑劣な場所の1つ」（Guardian）と報道している。
2022年10月18日、ニューヨーク州知事のキャシー・ホウクルと同州司法長官のレティシア・ジェームズは本掲示板が「銃撃犯を過激化させた」と指摘すると共に加害者が暴力的なコンテンツを投稿することやサイト運営者がそれを放置することについての法的責任を問う法改正などを提言する報告書を公表した。

## 反応
米大統領のジョー・バイデンは人種差別的な陰謀論を広めているとして、白人至上主義者、メディア、インターネット、政治を非難した。「ここで起きたことははっきりしている。テロリズム、国内テロだ」「白人至上主義は毒だ。政界に広がっている毒だ」「米国に白人至上主義の居場所はないことを可能な限り明確に力強くに伝えることが必要だ」と演説した。
アメリカンフットボールチームのバッファロー・ビルズ基金とNFL基金が協力して地元の対応活動に40万ドル（約5,150万円）を寄付すると発表した。